# Diocesi di Thurio
La diocesi di Thurio (in latino: Dioecesis Thuriensis) è una sede soppressa e sede titolare della Chiesa cattolica.

## Storia
Thurii (anche Turii o Turi; in greco antico: Θούριοι?, Thúrioi, in latino Thurium) fu una città della Magna Grecia, situata nelle vicinanze dell'antica Sybaris, l'odierna Sibari in Calabria, ovvero, più probabilmente, pressoché sullo stesso sito, sulla costa occidentale del Golfo di Taranto.
Non si conosce l'origine della diocesi, anche se la tradizione leggendaria ritiene Thurium patria di due papi, Telesforo e Dionisio, e del vescovo milanese Calimero. Come città portuale e importante centro della Sibaritide, dovette accogliere il cristianesimo prima del IV secolo, e ben presto la comunità cristiana locale ebbe un proprio vescovo, come dimostrerebbero alcune evidenze archeologiche; tra queste un'epigrafe mutila, scoperta a San Demetrio Corone e databile tra la fine del IV e l'inizio del V secolo, che, «riferendosi con ogni probabilità a un vescovo, rappresenterebbe il primo indizio di una comunità cristiana, da ritenersi strutturata nel corso del V secolo».
La diocesi è documentata per la prima volta in un'epistola non datata di papa Gelasio I (492-496), scritta ai vescovi Valeriano e Maiorico dei Bruzi, ai quali il pontefice dette l'incarico di visitare la Chiesa di Thurio, rimasta orfana del proprio pastore, e di scegliere un dignum sacerdotem come nuovo vescovo.
Primo vescovo conosciuto è Giovanni, forse il medesimo scelto su incarico di papa Gelasio; è anche l'unico vescovo che si può attribuire con un certo grado di sicurezza a Thurio. Giovanni intervenne a Roma al sinodo palmare del 23 ottobre 501, durante il quale papa Simmaco fu assolto da tutte le accuse a suo carico, e la sua firma appare al 66º posto nelle sottoscrizioni sinodali. Nella lista delle presenze episcopali del concilio celebrato sempre a Roma il 6 novembre 502, compare anche un vescovo Giovanni, ma senza indicazione della sede di appartenenza; potrebbe essere il vescovo di Thurio; nessun vescovo di Thurio tuttavia appare nell'elenco delle sottoscrizioni dello stesso concilio. Esistono inoltre alcune lettere di papa Gelasio I scritte ad un vescovo Giovanni dei Bruzi, ma senza indicazione della sede di appartenenza; potrebbe essere il vescovo di Thurio, come pure l'omonimo vescovo di Vibona.
La diocesi è ancora documentata nell'epistolario di papa Gregorio Magno. In una lettera del gennaio 603, il pontefice incaricò il vescovo Venerio di Vibona, assieme ad altri due vescovi, di vegliare sull'elezione dei vescovi delle sedi calabresi in quel momento vacanti per la morte dei rispettivi prelati di cui non è fatto il nome, ossia le diocesi di Thurio, di Tauriana e di Cosenza.
Per il VII secolo sono noti altri due vescovi, ma la cui attribuzione a Thurio è controversa: Valentino, che partecipò al concilio lateranense del 649 convocato da papa Martino I; e Teofane, che prese parte al concilio romano del 680 indetto da papa Agatone. Valentino apparterrebbe in realtà alla sede di Torres in Sardegna, mentre per Teofane è stata ipotizzata la sua appartenenza a una Turritana ecclesia, localizzata tra Nicastro e Maida, sul versante tirrenico della Calabria.
Sono invece da scartare gli altri vescovi attribuiti a questa diocesi: Guglielmo, menzionato nel 1112, che fu vescovo di Troia in Puglia; ed anche il Giovanni attribuito al 1031.
A partire dalla prima metà dell'VIII secolo le diocesi dei domini bizantini dell'Italia meridionale furono sottratte dagli imperatori alla giurisdizione del patriarcato di Roma per essere sottomesse al patriarcato di Costantinopoli. La diocesi di Thurio appare in una Notitia Episcopatuum, databile al IX secolo, tra le suffraganee dell'arcidiocesi di Reggio. Tuttavia, nelle Notitiae successive la diocesi scompare, e al suo posto compaiono le nuove sedi di Rossano, di Cassano e di Bisignano, «ciò che farebbe supporre essere stato il territorio di queste tre diocesi, tra loro confinanti, costituito con quello precedentemente appartenuto a Thurii». È un dato tradizionale, non sufficientemente documentato, che, di fronte alle continue minacce dei Saraceni, i vescovi di Thurio si siano rifugiati nel centro fortificato di Rossano, continuando la serie episcopale nella nuova città.
Dal 1995 Thurio è annoverata tra le sedi vescovili titolari della Chiesa cattolica; dall'8 settembre 1995 l'arcivescovo, titolo personale, titolare è Antonio Lucibello, nunzio apostolico.

## Cronotassi

### Vescovi
- Giovanni I † (prima del 501 - dopo il 502)
- Anonimo † (? - circa 603 deceduto)
- Valentino ? † (menzionato nel 649)
- Teofane ? † (menzionato nel 680)

### Vescovi titolari
- Antonio Lucibello, dall'8 settembre 1995